# Hallebardier (Hodler)
Hallebardier  est une peinture  de Ferdinand Hodler datant de 1895, conservée au musée des beaux-arts de Montréal (Québec).

## Histoire
Sujet d'histoire helvétique, le Hallebardier fait partie des 13 figures monumentales commandées pour une des deux rétrospectives d'art suisse de 1896, destinées à décorer les pylônes extérieurs du palais des beaux-arts édifié à cette occasion.

« Les personnages sont exécutés de façon à être vus à grande distance, c’est-à-dire avec des silhouettes nettement découpées »

— Ferdinand Hodler
À la suite du don en 2005 de Renata et Michal Hornstein,  l'œuvre  est exposée dans la collection Art international ancien et moderne du MBAM, installée dans le pavillon Jean-Noël Desmarais au niveau 4.

## Description
La figure du hallebardier tenant droit son arme, la tête orientée à senestre, le pied gauche en avant, se détache par la masse rouge de son habit du fond  clair paysagier aux détails  très stylisés.

## Autres œuvres du peintre dans le musée
Le musée possède par ailleurs des études du peintre (pour la lithographie d'après le Bûcheron et pour la figure de droite du Regard).

## Autres hallebardiers peints par Hodler

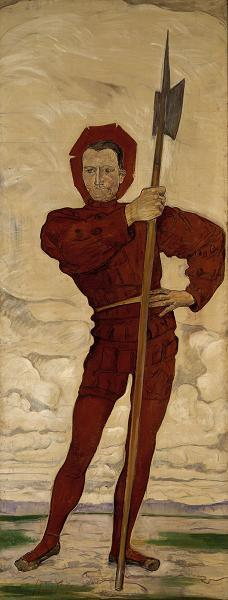
Dallas Museum of Art.
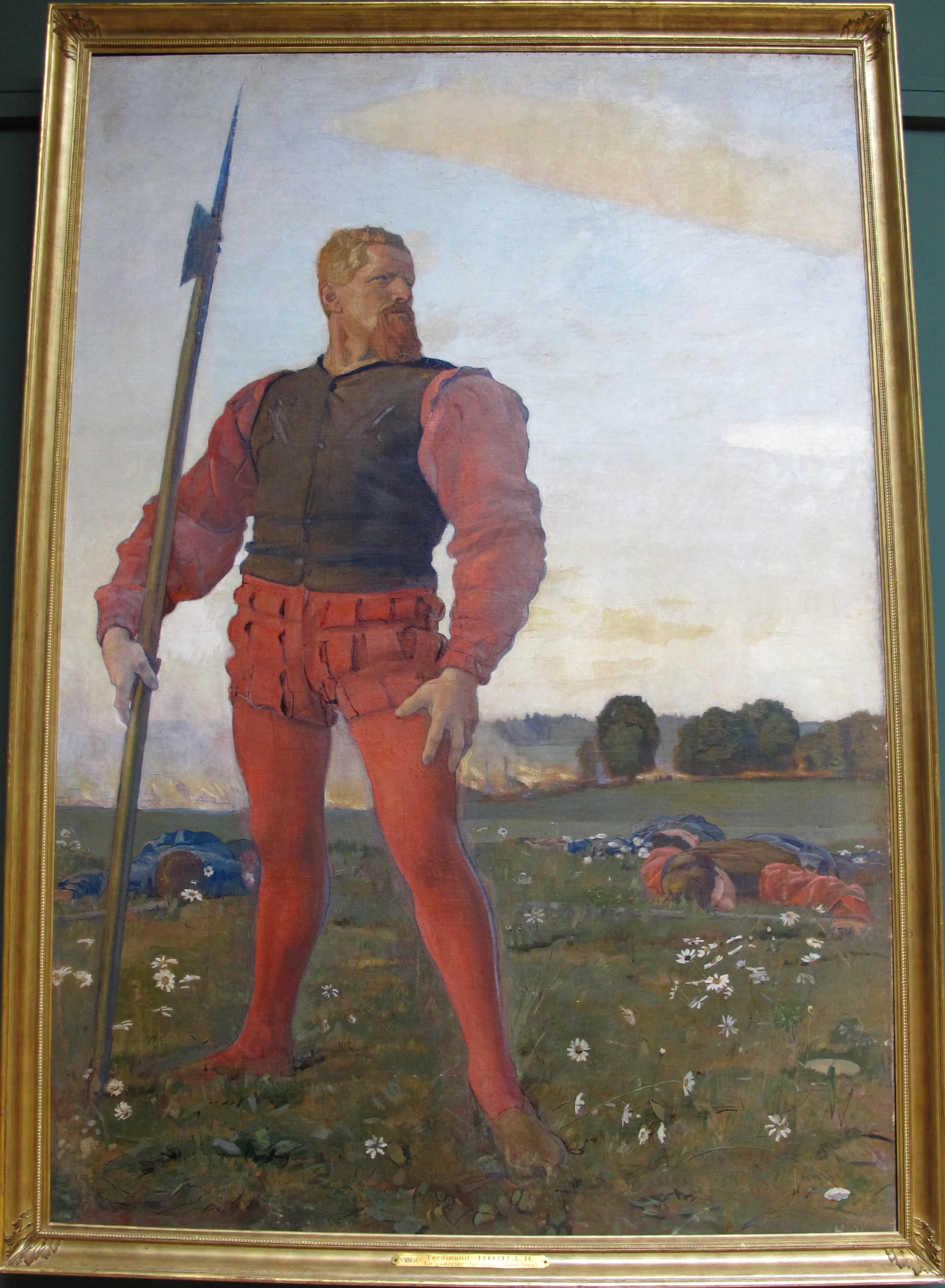
Musée d'art et d'histoire de Genève.